# Stockton (Wisconsin)
Stockton – miasto w Stanach Zjednoczonych, w stanie Wisconsin, w hrabstwie Portage.